# Nauru

Nauru (phát âm tiếng Anh: /nɑːˈuːruː/ ⓘ), tên chính thức là nước Cộng hòa Nauru, là một đảo quốc tại Micronesia thuộc Nam Thái Bình Dương. Với gần 12 nghìn cư dân sống trên một diện tích 21 kilômét vuông (8,1 dặm vuông Anh), Nauru là quốc gia nhỏ nhất tại Nam Thái Bình Dương, nhỏ thứ ba trên thế giới về diện tích, chỉ sau Thành Vatican và Công quốc Monaco, quốc gia đầu tiên không có thủ đô hay thành phố và là đảo quốc nhỏ nhất trên thế giới. Ngoài ra, Nauru còn là nước cộng hòa có diện tích nhỏ nhất trên thế giới.
Sau khi người Micronesia và người Polynesia định cư tại Nauru, hòn đảo bị Đế quốc Đức thôn tính và tuyên bố là một thuộc địa vào cuối thế kỷ XIX. Sau Chiến tranh thế giới thứ nhất, Nauru trở thành một lãnh thổ ủy thác của Hội Quốc Liên do Úc, New Zealand, và Anh Quốc quản lý. Trong Chiến tranh thế giới thứ hai, Nauru bị quân đội Nhật Bản chiếm đóng. Sau chiến tranh, đảo lại trở thành lãnh thổ ủy thác. Nauru giành được độc lập vào năm 1968.
Nauru là một đảo đá phosphat, giàu tài nguyên gần bề mặt, do vậy có thể dễ dàng tiến hành khai thác lộ thiên. Đảo còn lại một số trữ lượng phosphat, song không còn có hiệu quả kinh tế để tiến hành khai thác. Từ cuối thập niên 1960 đến cuối thập niên 1970, Nauru là một trong những quốc gia có GDP bình quân đầu người cao nhất thế giới. Khi trữ lượng phosphat cạn kiệt vào thập niên 1980 và 1990, và môi trường bị tổn hại nghiêm trọng do hoạt động khai thác, một quỹ được thành lập để quản lý nguồn tài sản đang dần giảm giá trị của hòn đảo. Để kiếm được thu nhập, Nauru nhanh chóng trở thành một thiên đường thuế và trung tâm rửa tiền phi pháp. Từ năm 2001 đến 2008, Nauru cho Úc đặt trung tâm giam giữ Nauru để đổi lấy viện trợ.
Tổng thống Nauru cũng là người đứng đầu nghị viện đơn viện gồm 19 thành viên. Nauru là một thành viên của Liên hiệp quốc, Khối Thịnh vượng chung, Ngân hàng Phát triển châu Á và Diễn đàn các đảo Thái Bình Dương. Nauru cũng tham gia Đại hội thể thao Thịnh vượng chung và Thế vận hội.

## Lịch sử

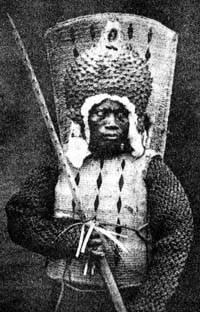
Chiến binh người Nauru, 1880

Người Micronesia và người Polynesia là những dân tộc đầu tiên sinh sống tại Nauru, ít nhất là từ 3.000 năm trước. Theo truyền thống, có 12 thị tộc hay bộ tộc tại Nauru, được đại diện bằng một sao 12 cánh trên quốc kỳ. Cũng theo truyền thống, người Nauru truy nguồn gốc của họ dựa trên mẫu hệ. Các cư dân trên đảo làm nghề nuôi trồng thủy sản: họ bắt cá ibija còn nhỏ, cho chúng thích nghi với môi trường nước ngọt, và nuôi chúng tại phá Buada, chúng cung cấp cho người dân trên đảo một nguồn thực phẩm ổn định. Trong thành phần bữa ăn của họ có những thứ khác được nuôi trồng tại địa phương như dừa và dứa dại. Tên gọi "Nauru" có thể bắt nguồn từ Anáoero, trong tiếng Nauru, có nghĩa là "Tôi đi đến bãi biển".
Năm 1798, thuyền trưởng người Anh John Fearn, một thợ săn cá voi, trở thành người phương Tây đầu tiên đến Nauru, ông đặt tên đảo là "Pleasant". Từ khoảng năm 1830, người Nauru có tiếp xúc với người Âu do các tàu đánh bắt cá voi và các thương nhân bổ sung nguồn dự trữ của họ (đặc biệt là nước ngọt) tại Nauru. Khoảng thời gian này, những người đào tẩu từ các tàu châu Âu bắt đầu đến sống tại đảo. Người dân trên đảo trao đổi thực phẩm lấy rượu dừa và các loại súng cầm tay. Các loại súng cầm tay được sử dụng trong Chiến tranh bộ tộc Nauru bắt đầu từ năm 1878 và kéo dài 10 năm.
Nauru bị Đức thôn tính vào năm 1888 và được hợp nhất vào Lãnh thổ bảo hộ Quần đảo Marshall thuộc Đức. Việc người Đức đến đã kết thúc nội chiến trên đảo, và các vương được đặt làm những người cai trị của đảo. Người được biết đến rộng rãi nhất trong số họ là Vương Auweyida. Các nhà truyền giáo Ki-tô từ quần đảo Gilbert đến Nauru vào năm 1888. Những người Đức định cư gọi đảo là Nawodo hoặc Onawero. Người Đức cai trị Nauru trong gần ba thập niên. Robert Rasch là một thương nhân người Đức kết hôn với một phụ nữ Nauru, ông là quản trị viên đầu tiên của đảo, được bổ nhiệm vào năm 1890.
Năm 1900, nhà thăm dò Albert Fuller Ellis phát hiện ra phosphat tại Nauru. Công ty Phosphat Thái Bình Dương bắt đầu khai thác tài nguyên này vào năm 1906 theo thỏa thuận với Đức, xuất khẩu lô hàng phosphat đầu tiên vào năm 1907. Năm 1914, sau khi Chiến tranh thế giới thứ nhất bùng nổ, quân Úc chiếm Nauru. Úc, New Zealand và Anh Quốc ký Hiệp định đảo Nauru vào năm 1919, lập ra một ủy ban gọi là Ủy ban Phosphat Anh Quốc, thể chế này tiếp quản quyền khai mỏ phosphat.
Nauru trải qua một đại dịch cúm vào năm 1920, với tỷ lệ tử vong là 18 phần trăm trong số người Nauru bản địa. Năm 1923, Hội Quốc Liên trao cho Úc quyền quản trị ủy thác đối với Nauru, với Anh Quốc và New Zealand là đồng quản trị. Ngày 6 và 7 tháng 12 năm 1940, các tuần dương hạm phụ trợ Komet và Orion của Đức đánh đắm năm tàu tiếp tế tại vùng biển lân cận Nauru. Komet sau đó nã pháo vào các khu vực khai mỏ phosphat, kho chứa dầu, dầm chìa bốc hàng lên tàu trên đảo.

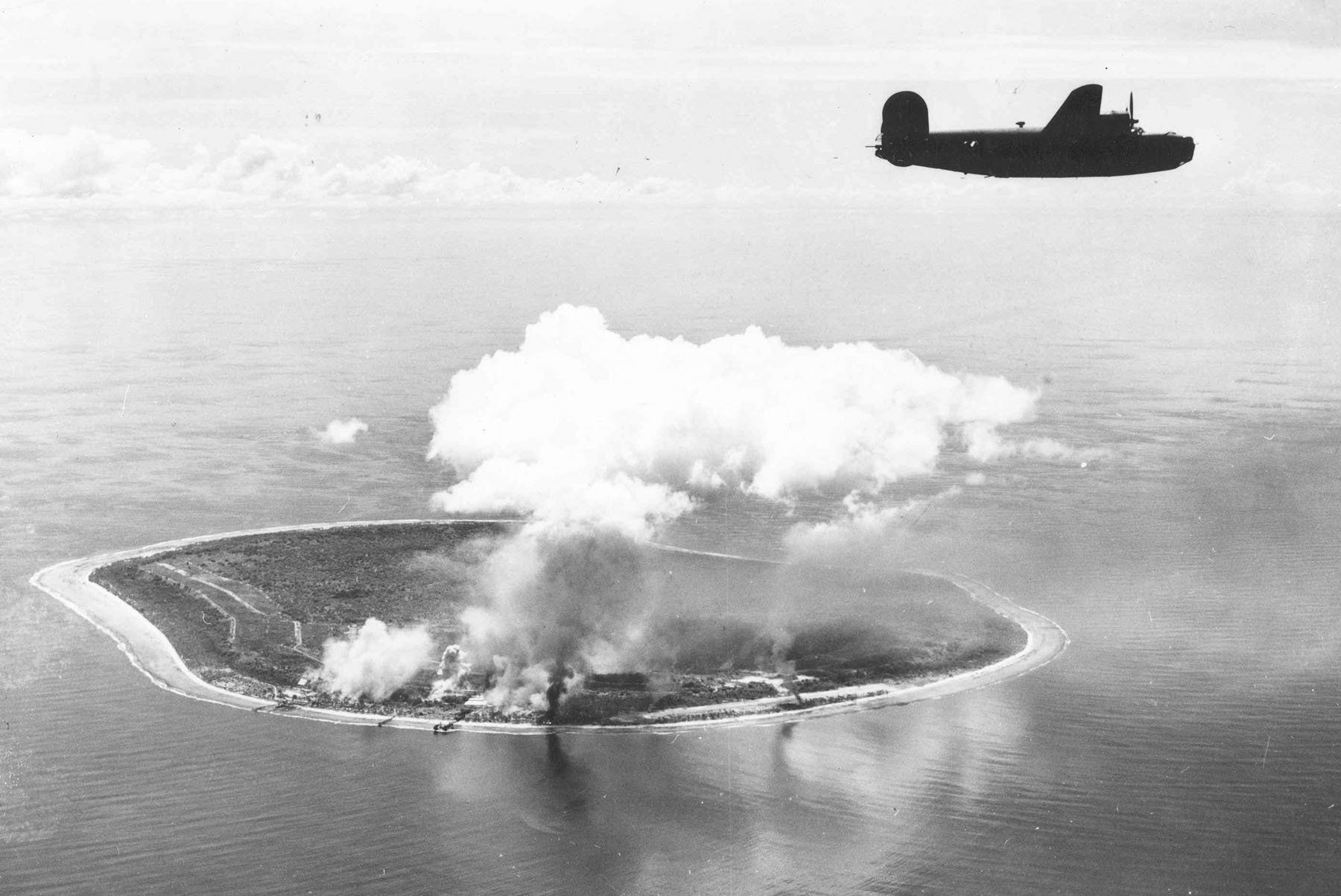
Không quân Hoa Kỳ oanh tạc bãi đáp của Nhật Bản tại Nauru

Quân đội Nhật Bản chiếm đóng Nauru vào ngày 25 tháng 8 năm 1942. Người Nhật xây dựng một sân bay, sân bay này bị Đồng Minh oanh tạc lần đầu vào ngày 25 tháng 3 năm 1943 nhằm ngăn chặn cung cấp thực phẩm được chở bằng đường không đến Nauru. Người Nhật trục xuất 1.200 người Nauru đến quần đảo Chuuk làm lao công. Nauru bị quân đội Hoa Kỳ bỏ qua và bỏ lại trong các chiến dịch trên Thái Bình Dương của họ, và cuối cùng được giải phóng vào ngày 13 tháng 9 năm 1945, khi sĩ quan chỉ huy Hisayaki Soeda đầu hàng giao đảo cho quân đội Úc. Các dàn xếp được tiến hành để hồi hương 737 người Nauru còn sống từ Chuuk. Họ trở về Nauru vào tháng 1 năm 1946. Năm 1947, Liên Hợp Quốc thiết lập một chế độ ủy thác tại Nauru, với Úc, New Zealand, và Anh Quốc là các ủy viên quản trị.
Nauru được tự trị vào tháng 1 năm 1966, và trở thành quốc gia độc lập vào năm 1968 dưới quyền Tổng thống Hammer DeRoburt. Năm 1967, nhân dân Nauru mua lại tài sản của Ủy ban Phosphat Anh Quốc, và vào tháng 6 năm 1970 quyền kiểm soát được chuyển cho Công ty Phosphat Nauru thuộc sở hữu địa phương.
Thu nhập từ khai mỏ giúp người Nauru trở thành một trong những nhóm dân cư có mức sống cao nhất tại Thái Bình Dương. Nauru từng được xếp vào nhóm các nước có GDP đầu người cao nhất thế giới vào thập niên 1970, cùng với sự đi lên của ngành khai thác phốt phát. 
Tuy nhiên, những thương vụ đầu tư ra nước ngoài thất bại cùng với sự tham nhũng, quan liêu của chính phủ Nauru và việc quốc đảo bị tàn phá nặng nề về môi trường, với trên 80% diện tích không thể canh tác và sinh sống, cùng với nguồn phốt phát bị cạn kiệt sau nhiều thập kỷ khai thác, khiến cho Nauru rơi vào khủng hoảng kinh tế - xã hội nặng nề từ thập niên 1980-1990. Đến đầu thập niên 2000, quốc đảo này phải đối mặt với tỉ lệ thất nghiệp lên tới 90%, hầu như toàn bộ thực phẩm phải nhập khẩu, và quốc gia phải sinh sống nhờ vào các khoản thu bất hợp pháp từ trốn thuế, bán quốc tịch,... 
Năm 1989, Nauru thực hiện hành động pháp lý chống lại Úc tại Tòa án Công lý Quốc tế về sự quản lý của Úc đối với hòn đảo, cụ thể là thất bại của Úc trong việc khắc phục các tổn hại về môi trường do hoạt động khai mỏ gây ra. Certain Phosphate Lands: Nauru v. Australia dẫn đến một dàn xếp ngoài tòa án nhằm cải tạo các khu vực đã khai thác hết của Nauru.
Từ 2001-2008, Nauru chấp nhận cho Úc đặt trại tị nạn cho người nhập cư để đổi lại các cam kết về kinh tế và viện trợ tài chính. 

## Địa lý

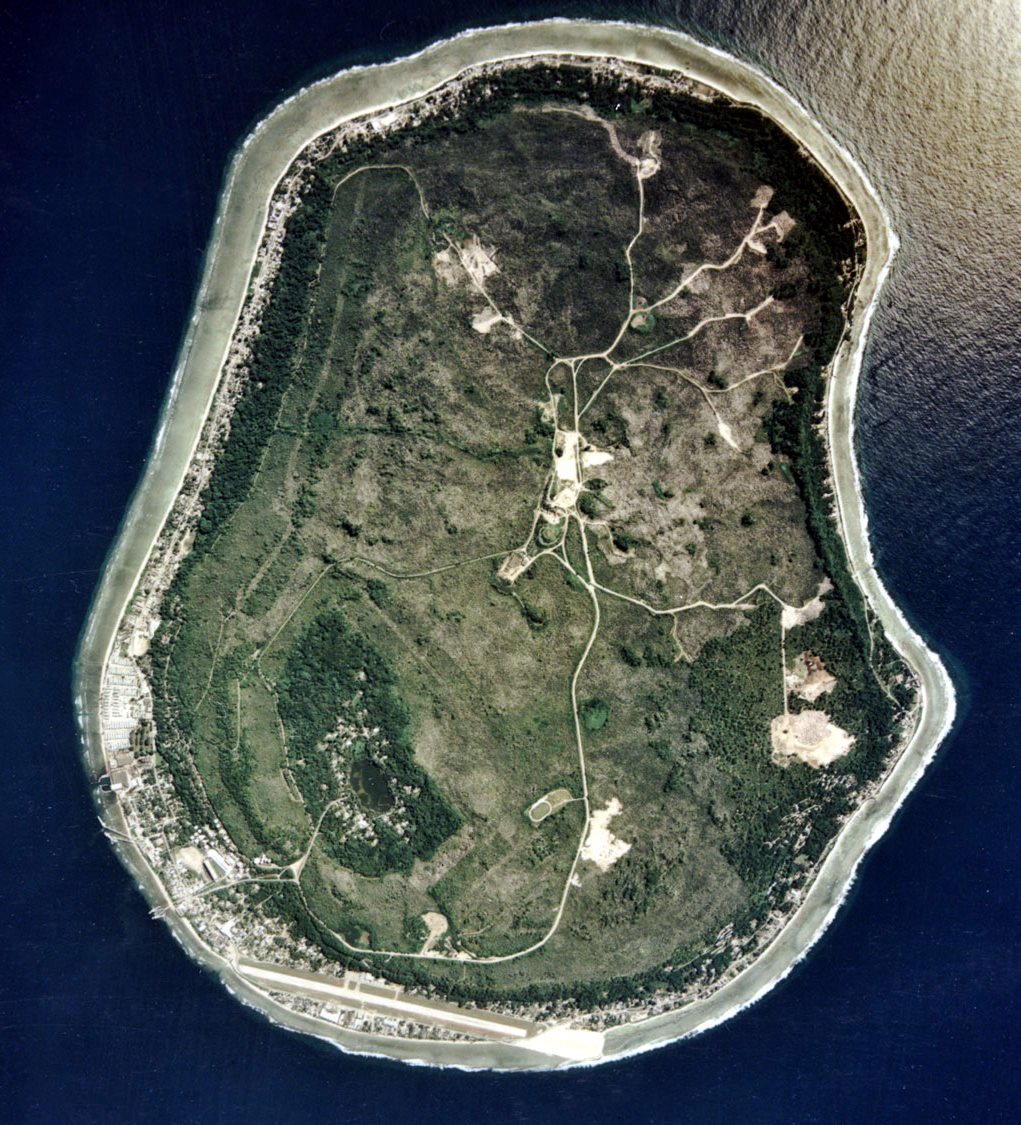
Một hình ảnh vệ tinh của Nauru vào năm 2002

Nauru là một đảo hình trái xoan với diện tích 21 kilômét vuông (8 dặm vuông Anh) tại tây nam Thái Bình Dương, cách Xích đạo 42 kilômét (26 mi) về phía nam. Bao quanh đảo là một ám tiêu san hô, lộ ra khi triều thấp và rải rác khi đỉnh triều. Sự hiện diện của ám tiêu ngăn trở việc thiết lập một cảng biển, song các kênh tại ám tiêu cho phép các tàu nhỏ tiếp cận đảo. Một dải duyên hải màu mỡ rộng 150 đến 300 mét (490 đến 980 ft) nằm trong nội địa xuất phát từ bãi biển, là nơi dừa mọc xum xuê.
Các vách đá san hô bao quanh cao nguyên trung tâm của Nauru. Đỉnh cao nhất của cao nguyên gọi là đỉnh Chỉ huy (Command Ridge), có cao độ 71 mét (233 ft) trên mực nước biển. Vùng đất quanh phá Buada nuôi dưỡng các cây chuối, dứa, rau, dứa dại, và các cây gỗ cứng bản địa như mù u.
Nauru là một trong ba đảo đá phosphat lớn tại Thái Bình Dương (hai đảo còn lại là Banaba của Kiribati và Makatea của Polynésie thuộc Pháp). Trữ lượng phosphat tại Nauru nay hầu như đã hoàn toàn cạn kiệt. Khai mỏ Phosphat tại cao nguyên trung tâm để lại một địa hình cằn cỗi với các đỉnh nhọn đá vôi cao đến 15 mét (49 ft). Hoạt động khai mỏ làm trơ trụi và tàn phá khoảng 80% diện tích đất liền của Nauru, và cũng ảnh hưởng đến vùng đặc quyền kinh tế xung quanh; 40% sinh vật hải dương được ước tính là đã chết do rò rỉ bùn và phosphat.
Nauru có tài nguyên nước ngọt tự nhiên hạn chế. Các bể chứa trên nóc nhà thu thập nước mưa, song người dân trên đảo chủ yếu phụ thuộc vào ba nhà máy khử muối đặt tại Cơ quan Công ích Nauru. Khí hậu Nauru nóng và rất ẩm quanh năm vì nằm gần xích đạo và nằm giữa đại dương. Nauru chịu mưa gió mùa từ tháng 11 đến tháng 2, song không thường gặp lốc xoáy. Lượng mưa từng năm biến thiên lớn và chịu ảnh hưởng của El Niño-Dao động phương Nam, với một số hạn hán được ghi nhận có quy mô đáng kể. Nhiệt độ tại Nauru dao động từ 26 °C (79 °F) đến 35 °C (95 °F) vào ban ngày và từ 22 °C (72 °F) đến 34 °C (93 °F) vào ban đêm.
Do là một đảo, Nauru dễ bị tổn thương do biến đổi khí hậu và mực nước biển. Có ít nhất 80% đất liền tại Nauru có cao độ phù hợp, song các khu vực này sẽ không cư trú được cho đến khi chương trình phục hồi môi trường sau khai thác phosphat được thi hành.
| Dữ liệu khí hậu của khu Yaren, Nauru    | Dữ liệu khí hậu của khu Yaren, Nauru | Dữ liệu khí hậu của khu Yaren, Nauru | Dữ liệu khí hậu của khu Yaren, Nauru | Dữ liệu khí hậu của khu Yaren, Nauru | Dữ liệu khí hậu của khu Yaren, Nauru | Dữ liệu khí hậu của khu Yaren, Nauru | Dữ liệu khí hậu của khu Yaren, Nauru | Dữ liệu khí hậu của khu Yaren, Nauru | Dữ liệu khí hậu của khu Yaren, Nauru | Dữ liệu khí hậu của khu Yaren, Nauru | Dữ liệu khí hậu của khu Yaren, Nauru | Dữ liệu khí hậu của khu Yaren, Nauru | Dữ liệu khí hậu của khu Yaren, Nauru |
| Tháng                                   | 1                                    | 2                                    | 3                                    | 4                                    | 5                                    | 6                                    | 7                                    | 8                                    | 9                                    | 10                                   | 11                                   | 12                                   | Năm                                  |
| --------------------------------------- | ------------------------------------ | ------------------------------------ | ------------------------------------ | ------------------------------------ | ------------------------------------ | ------------------------------------ | ------------------------------------ | ------------------------------------ | ------------------------------------ | ------------------------------------ | ------------------------------------ | ------------------------------------ | ------------------------------------ |
| Cao kỉ lục °C (°F)                      | 34 (93)                              | 37 (99)                              | 35 (95)                              | 35 (95)                              | 32 (90)                              | 32 (90)                              | 35 (95)                              | 33 (91)                              | 35 (95)                              | 34 (93)                              | 36 (97)                              | 35 (95)                              | 37 (99)                              |
| Trung bình ngày tối đa °C (°F)          | 30 (86)                              | 30 (86)                              | 30 (86)                              | 30 (86)                              | 30 (86)                              | 30 (86)                              | 30 (86)                              | 30 (86)                              | 30 (86)                              | 31 (88)                              | 31 (88)                              | 31 (88)                              | 30 (86)                              |
| Tối thiểu trung bình ngày °C (°F)       | 25 (77)                              | 25 (77)                              | 25 (77)                              | 25 (77)                              | 25 (77)                              | 25 (77)                              | 25 (77)                              | 25 (77)                              | 25 (77)                              | 25 (77)                              | 25 (77)                              | 25 (77)                              | 25 (77)                              |
| Thấp kỉ lục °C (°F)                     | 21 (70)                              | 21 (70)                              | 21 (70)                              | 21 (70)                              | 20 (68)                              | 21 (70)                              | 20 (68)                              | 21 (70)                              | 20 (68)                              | 21 (70)                              | 21 (70)                              | 21 (70)                              | 20 (68)                              |
| Lượng Giáng thủy trung bình mm (inches) | 280 (11.0)                           | 250 (9.8)                            | 190 (7.5)                            | 190 (7.5)                            | 120 (4.7)                            | 110 (4.3)                            | 150 (5.9)                            | 130 (5.1)                            | 120 (4.7)                            | 100 (3.9)                            | 120 (4.7)                            | 280 (11.0)                           | 2.080 (81.9)                         |
| Số ngày giáng thủy trung bình           | 16                                   | 14                                   | 13                                   | 11                                   | 9                                    | 9                                    | 12                                   | 14                                   | 11                                   | 10                                   | 13                                   | 15                                   | 152                                  |
| Nguồn:                                  |                                      |                                      |                                      |                                      |                                      |                                      |                                      |                                      |                                      |                                      |                                      |                                      |                                      |

## Sinh vật hoang dã
Đảo có hệ động vật thưa thớt do các nguyên nhân là thiếu thảm thực vật và hệ quả của việc khai thác phosphat. Nhiều loài chim bản địa biến mất hoặc trở nên hiếm do môi trường sống của chúng bị phá hoại. Chỉ có khoảng 60 loài thực vật có mạch được ghi nhận là loài bản địa của đảo, không có loài nào trong số đó là loài đặc hữu. Nông trại dừa, khai mỏ, và việc đưa đến các loài ngoại lai khiến các loài thực vật bản địa bị xâm phạm nghiêm trọng. Không có loài thú đất liền bản địa nào trên đảo, song có những côn trùng, cua đất, và chim bản địa, bao gồm loài đặc hữu chích sậy Nauru. Chuột lắt, mèo, chó, lợn, và gà được các chuyền tàu đưa đến Nauru. Sự đa dạng của đời sống sinh vật biển ám tiêu khiến câu cá là một hoạt động phổ biến đối với du khách thăm đảo, cùng với hoạt động lặn biển.

## Chính trị

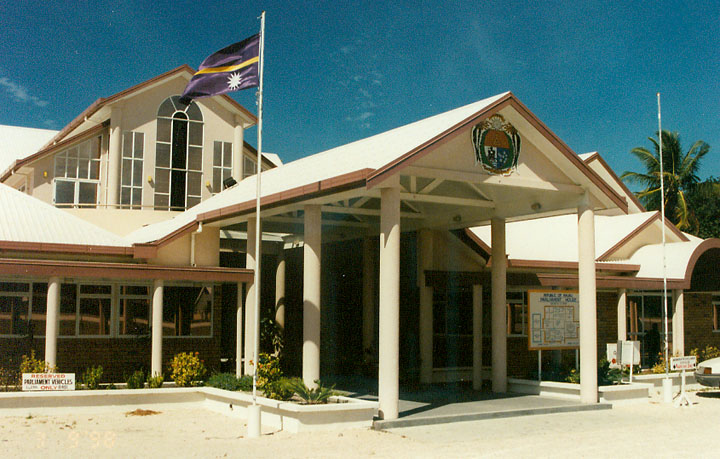
Nghị viện Nauru.

Nauru là một nước cộng hòa với chính quyền có một hệ thống nghị viện. Tổng thống là nguyên thủ quốc gia và chính phủ. Nghị viện đơn viện gồm 19 thành viên được bầu cử mỗi ba năm. Nghị viện bầu tổng thống từ các thành viên của mình, và tổng thống bổ nhiệm một nội các gồm sáu thành viên. Nauru không có bất kỳ cấu trúc chính thức nào cho các chính đảng, và các ứng cử viên thường ứng cử chức vụ với tư cách độc lập. Bốn đảng hoạt động trên chính trường Nauru là Đảng Nauru, Đảng Dân chủ, Nauru Trước tiên, và Đảng Trung tâm. Tuy nhiên, các liên minh trong chính quyền thường được hình thành dựa trên cơ sở các mối quan hệ đại gia đình thay vì đảng tịch.
Từ năm 1992 đến 1999, Nauru có một hệ thống chính quyền địa phương được gọi là Hội đồng đảo Nauru (NIC) gồm chín thành viên. NIC bị bãi bỏ vào năm 1999 và toàn bộ tài sản và nợ được trao cho chính phủ quốc gia. Quyền sử dụng đất tại Nauru là bất thường: toàn bộ người Nauru có các quyền nhất định đối với toàn bộ đất đai trên đảo, thứ là sở hữu của các cá nhân hoặc nhóm gia đình. Chính phủ và các đoàn thể không sử hữu bất kỳ mảnh đất nào, và họ cần phải lập hợp đồng thuê với địa chủ để sử dụng đất. Nếu không phải người Nauru thì không thể sở hữu đất đai trên đảo.
Nauru có 17 thay đổi chính phủ từ năm 1989 đến năm 2003. Bernard Dowiyogo mất khi đang tại vị vào tháng 3 năm 2003 và Ludwig Scotty được bầu làm tổng thống, sau đó ông tái đắc cử để phục vụ một nhiệm kỳ đầu đủ vào tháng 10 năm 2004. Sau một cuộc bỏ phiếu bất tín nhiệm vào ngày 19 tháng 12 năm 2007, Scotty bị Marcus Stephen thay thế. Stephen từ nhiệm vào tháng 11 năm 2011, và Freddie Pitcher trở thành tổng thống. Sprent Dabwido sau đó đệ trình kiến nghị bất tín nhiệm đối với Pitcher, kết quả là Dabwido trở thành tổng thống. Sau cuộc bầu cử nghị viện vào năm 2013, Baron Waqa được bầu làm tổng thống.
Nauru có một hệ thống tư pháp phức tạp. Tòa án Tối cao, đứng đầu là Chánh án, là cơ quan tối cao trong các vấn đề hiến pháp. Các vụ tố tụng khác có thể kháng cáo lên Tòa Thượng tố gồm hai thẩm phán. Nghị viện không thể bác bỏ các phán quyết của tòa án, song có thể kháng cáo các quyết định của Tòa Thượng tố Nauru đến Tòa Cao đẳng Úc. Tuy nhiên, điều này hiếm khi xảy ra trên thực tế. Các tòa án cấp thấp hơn gồm có Tòa án khu vực và Tòa án gia đình, cả hai đều do Quan tòa cư dân đứng đầu, người này cũng là hộ tịch viên (Registrar) của Tòa Tối cao. Còn có hai bán pháp viện khác: Ủy ban Thượng tố phục vụ công cộng (Public Service Appeal Board) và Ủy ban Thượng tố Cảnh sát (Police Appeal Board), cả hai đều do Chánh án nắm quyền tối cao.

### Hành chính
Nauru được chia thành 14 khu, chúng được nhóm lại thành tám khu vực tuyển cử.
| STT | Khu        | Tên cũ     | Diện tích (Hecta) | Dân số (2005) | Số làng | Mật độ người/ha |
| --- | ---------- | ---------- | ----------------- | ------------- | ------- | --------------- |
| 1   | Aiwo       | Aiue       | 100               | 1.092         | 8       | 10,9            |
| 2   | Anabar     | Anebwor    | 143               | 502           | 15      | 3,5             |
| 3   | Anetan     | Añetañ     | 100               | 516           | 12      | 5,2             |
| 4   | Anibare    | Anybody    | 314               | 160           | 17      | 0,5             |
| 5   | Baiti      | Beidi      | 123               | 572           | 15      | 4,7             |
| 6   | Boe        | Boi        | 66                | 795           | 4       | 12,0            |
| 7   | Buada      | Arenibok   | 266               | 716           | 14      | 2,7             |
| 8   | Denigomodu | Denikomotu | 118               | 2,827         | 17      | 24,0            |
| 9   | Ewa        | Eoa        | 117               | 318           | 12      | 2,7             |
| 10  | Ijuw       | Ijub       | 112               | 303           | 13      | 2,7             |
| 11  | Meneng     | Meneñ      | 288               | 1.830         | 18      | 6,4             |
| 12  | Nibok      | Ennibeck   | 136               | 432           | 11      | 3,2             |
| 13  | Uaboe      | Ueboi      | 97                | 335           | 6       | 3,5             |
| 14  | Yaren      | Moqua      | 150               | 820           | 7       | 5,5             |
|     | Nauru      | Naoero     | 2.130             | 11.218        | 169     | 5,3             |

## Quan hệ đối ngoại
Sau khi độc lập vào năm 1968, Nauru gia nhập khối Thịnh vượng chung Anh với tư cách một thành viên đặc biệt; và trở thành một thành viên đầy đủ vào năm 2000. Quốc gia này được nhận vào Ngân hàng Phát triển châu Á vào năm 1991 và gia nhập Liên Hợp Quốc vào năm 1999. Nauru là một thành viên của Diễn đàn các đảo Thái Bình Dương, Chương trình Môi trường Khu vực Nam Thái Bình Dương, Ủy ban Nam Thái Bình Dương, và Ủy ban Khoa học Địa cầu Nam Thái Bình Dương. Chương trình Quan trắc bức xạ khí quyển của Hoa Kỳ vận hành một cơ sở giám sát khí hậu trên đảo.
Nauru không có lực lượng vũ trang, song có một lực lượng cảnh sát nhỏ nằm dưới quyền kiểm soát dân sự. Úc chịu trách nhiệm về quốc phòng của Nauru theo một hiệp định không chính thức giữa hai quốc gia. Tháng 9 năm 2005, Bị vong lục Thông hiểu giữa Úc và Nauru mang đến cho Nauru viện trợ tài chính và giúp đỡ kỹ thuật, bao gồm một Bộ trưởng Tài chính để chuẩn bị ngân sách, và các cố vấn về y tế và giáo dục. Sự giúp đỡ này là để đổi lấy việc cung cấp nhà ở cho những người tìm kiếm nơi trú ẩn trong lúc thỉnh cầu đến Úc của họ được xử lý. Nauru sử dụng đô la Úc làm tiền tệ chính thức của mình.
Nauru sử dụng tư cách một thành viên Liên Hợp Quốc của mình để đạt được hỗ trợ tài chính từ cả Đài Loan và Trung Quốc đại lục, quốc gia này thay đổi sự công nhận của mình sang phía bên kia theo Chính sách Một Trung Quốc. Ngày 21 tháng 7 năm 2002, Nauru ký một thỏa thuận về việc thiết lập quan hệ ngoại giao với nước Cộng hòa Nhân dân Trung Hoa, nhận được 130 triệu đô la Mỹ từ Bắc Kinh cho hành động này. Nhằm phản ứng, Trung Hoa Dân Quốc (Đài Loan) đoạn tuyệt quan hệ ngoại giao với Nauru hai ngày sau đó. Nauru sau đó tái lập liên kết với Trung Hoa Dân Quốc vào ngày 14 tháng 5 năm 2005,
Năm 2008, Nauru công nhận Kosovo là một quốc gia độc lập, và vào năm 2009 Nauru công nhận Abkhazia và Nam Ossetia- các khu vực ly khai của Gruzia. Nga được cho là đã trao cho Nauru 50 triệu đô la Mỹ tiền viện trợ nhân đạo như một kết quả của sự công nhận này. Ngày 15 tháng 7 năm 2008, chính phủ Nauru tuyên bố một chương trình mở rộng và nâng cấp cảng, sử dụng 9 triệu đô la Mỹ viện trợ phát triển từ Nga. Chính phủ Nauru tuyên bố rằng viện trợ này không liên quan đến việc Nauru công nhận Abkhazia và Nam Ossetia.

## Kinh tế

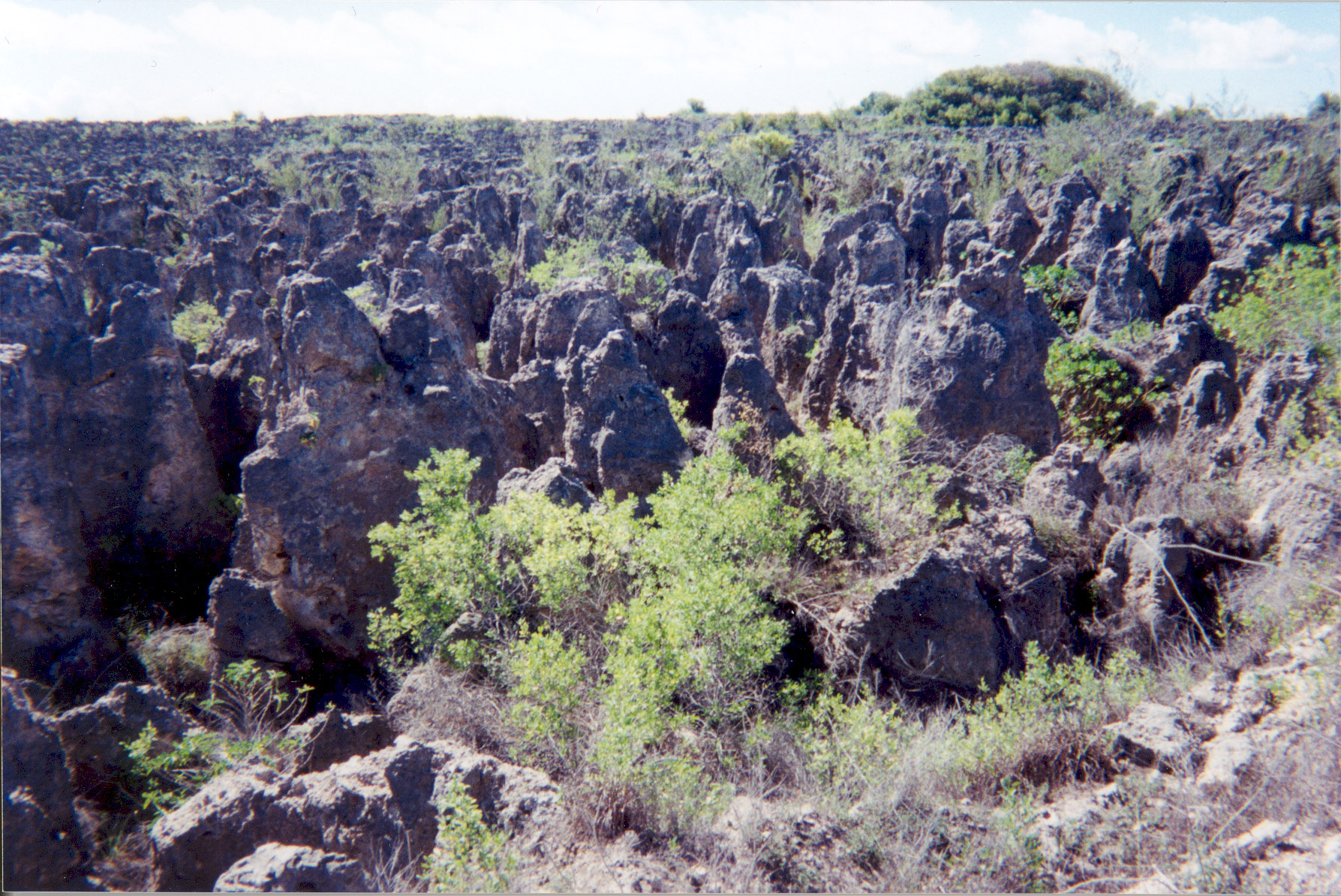
Các đỉnh đá vôi còn lại sau khi khai thác phosphat.

Kinh tế Nauru đạt đỉnh vào đầu thập niên 1980, khi nó phụ thuộc gần như hoàn toàn vào tài nguyên phosphat có nguồn gốc từ phân của các loài chim biển. Hòn đảo có ít các tài nguyên khác, và hầu hết nhu yếu phẩm phải nhập khẩu. RONPhos, trước đây gọi là Công ty Phosphat Nauru, vẫn tiến thành khai thác quy mô nhỏ. Chính quyền đưa một tỷ lệ tiền lãi của RONPhos vào trong Quỹ Hoa hồng Phosphat Nauru. Quỹ quản lý các khoản đầu tư dài hạn, mục đích là để hỗ trợ các công dân khi trữ lượng phosphat cạn kiệt. Tuy nhiên, do quản lý yếu kém, các tài sản cố định và lưu động của quỹ suy giảm đáng kể, và nhiều khoản không bao giờ có thể phục hồi hoàn toàn. Các đầu tư thất bại bao gồm nhạc kịch Leonardo the Musical vào năm 1993, là một thất bại về tài chính. The Mercure Hotel tại Sydney và tòa nhà Nauru House tại Melbourne được bán vào năm 2004 để trả các khoản nợ và một chiếc Boeing 737- máy bay duy nhất của Air Nauru bị tái chiếm hữu vào tháng 12 năm 2005. Dịch vụ hàng không bình thường được tiếp tục sau khi nó được thay thế bằng một máy bay dân dụng Boeing 737–300 vào tháng 6 năm 2006. Năm 2005, Nauru bán tài sản còn lại của mình tại Melbourne, địa điểm quán Savoy, với giá 7,5 triệu đô la Mỹ.
Giá trị của Quỹ Hoa hồng Phosphat Nauru ước tính giảm từ 1,3 tỷ đô la Úc vào năm 1991 xuống 138 triệu đô la Úc vào năm 2002. Nauru hiện thiếu tiền tệ để thi hành nhiều chức năng cơ bản của chính quyền; ví dụ, Ngân hàng Quốc gia Nauru bị vỡ nợ. CIA World Factbook ước tính GDP bình quân đầu người của Nauru là 5.000 đô là Mỹ vào năm 2005. Ngân hàng Phát triển châu Á trong báo cáo kinh tế 2007 về Nauru ước tính GDP bình quân đầu người từ 2.400 đến 2.715 đô la Mỹ

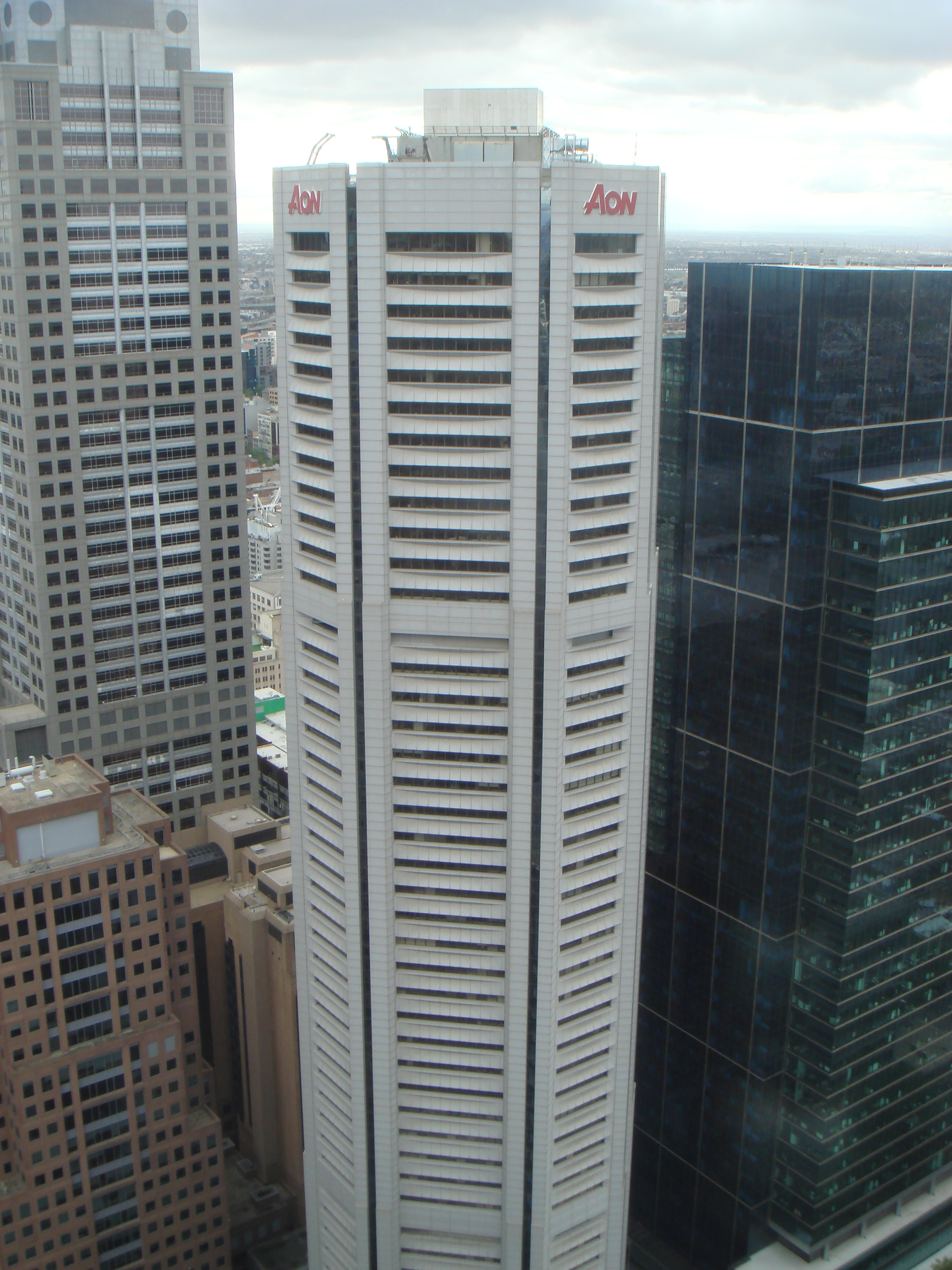
Chính phủ Nauru bán Tòa nhà Nauru House tại Melbourne, Úc để trả nợ vào năm 2004.

Không có thuế cá nhân tại Nauru. Tỷ lệ thất nghiệp ước tính là 90%, và 95% trong số những người có việc làm là người làm việc cho chính quyền. Ngân hàng Phát triển châu Á lưu ý rằng mặc dù chính quyền có chỉ thị công khai mạnh mẽ về thi hành các cải cách kinh tế, song trong khi không có nguồn thay thế cho khai thác phosphat, triển vọng trung hạn của kinh tế Nauru tiếp tục phụ thuộc vào giúp đỡ từ bên ngoài.
Trong thập niên 1990, Nauru trở thành một thiên đường thuế và quốc gia này cấp hộ chiếu cho công dân ngoại quốc để thu phí. Nhóm hành động tài chính chống Rửa tiền (FATF) xác định Nauru là một trong 15 quốc gia "không hợp tác" trong cuộc chiến chống rửa tiền. Trong thập niên 1990, có thể lập một ngân hàng có giấy phép tại Nauru chỉ với 25.000 đô la mà không cần đáp ứng các yêu cầu khác. Dưới áp lực của FATF, Nauru ban hành luật chống trốn thuế vào năm 2003, sau đó nguồn tiền nóng nước ngoài dời khỏi Nauru. Vào tháng 10 năm 2005, sau khi Nauru thỏa mãn yêu cầu ban hành và thực thi luật, FATF chấm dứt xác định quốc gia này là không hợp tác.
Từ năm 2001 đến năm 2007, trung tâm giam giữ Nauru cung cấp một nguồn thu nhập đáng kể cho quốc gia này. Nhà cầm quyền Nauru phản ứng lo lắng trước việc Úc đóng cửa trung tâm. Vào tháng 2 năm 2008, Bộ trưởng Ngoại giao Nauru Kieren Keke phát biểu rằng việc đóng cửa trung tâm sẽ dẫn đến viẹc 100 người Nauru mất việc làm, và sẽ ảnh hưởng đến 10% dân số trên đảo một cách trực tiếp hoặc gián tiếp. Trung tâm giam giữ được mở cửa trở lại vào tháng 8 năm 2012.

## Nhân khẩu
Tôn giáo tại Nauru (2011)

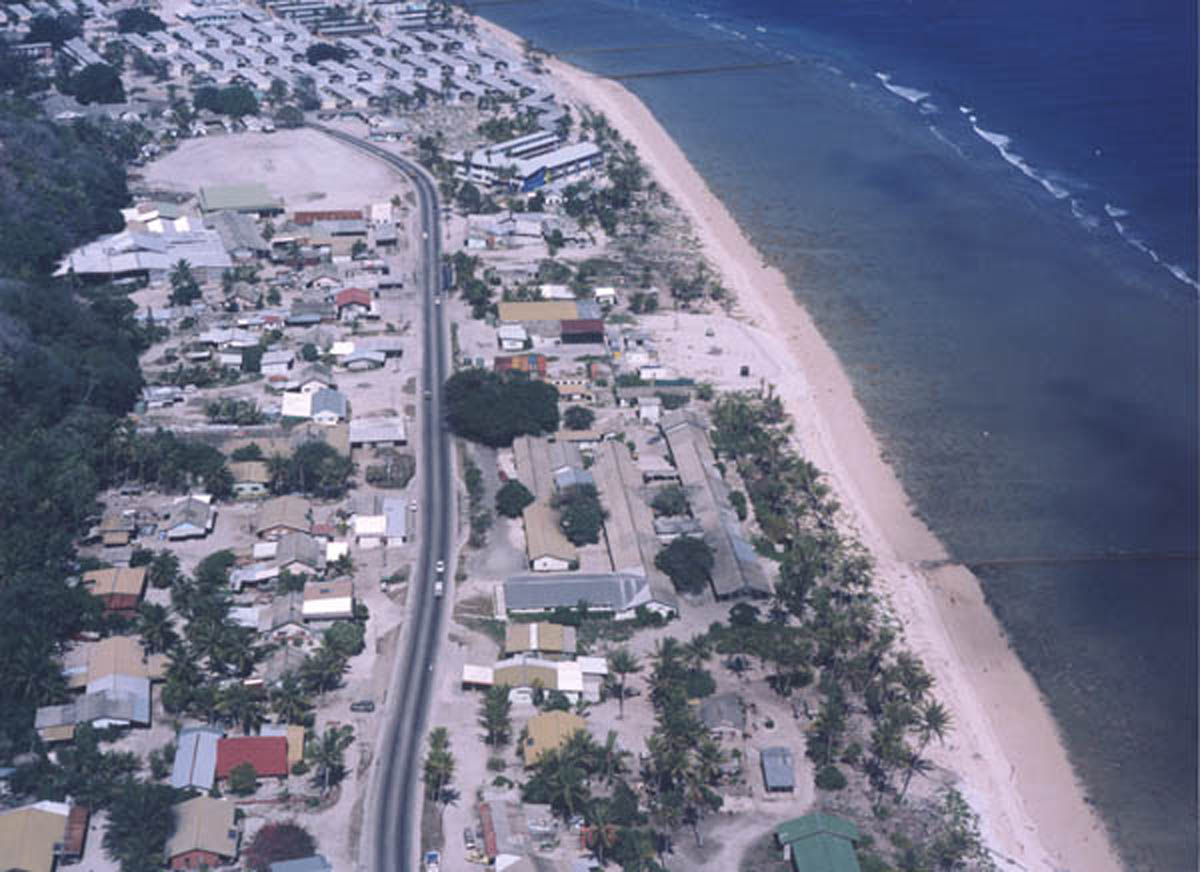
Các khu Denigomodu và Nibok của Nauru

Nauru có gần 9 nghìn cư dân vào tháng 7 năm 2011. Dân số đảo trước đây đông hơn, song vào năm 2006 có khoảng 1.500 người dời khỏi đảo trong một chuyến hồi hương của các công nhân nhập cư đến từ Kiribati và Tuvalu. Nguyên nhân của việc hồi hương là sự giảm thiểu nhân lực quy mô lớn trong ngành công nghiệp khai thác phosphat. Ngôn ngữ chính thức của Nauru là tiếng Nauru, một ngôn ngữ đảo Thái Bình Dương khác biệt, được 96% người thuộc dân tộc Nauru nói tại nhà. Tiếng Anh được nói phổ biến và là ngôn ngữ của chính quyền và thương mại, do tiếng Nauru không phổ biến bên ngoài quốc gia.
Các dân tộc đông nhất tại Nauru là người Nauru (58%), người các đảo Thái Bình Dương khác (26%), người gốc Âu (8%), và người Hoa (8%). Tôn giáo chính được thực hành trên đảo là Ki-tô giáo (2/3 là Tin Lành, 1/3 là Công giáo La Mã). Có một số lượng tín đồ đáng kể Bahá'í (10%) – đây là tỷ lệ cao nhất trong số các quốc gia trên thế giới – Phật giáo (9%) cùng Hồi giáo (2,2%). Hiến pháp Nauru quy định quyền tự do tôn giáo. Tuy nhiên, chính quyền cản trở việc thực hành tôn giáo của Giáo hội các Thánh hữu Ngày sau của Chúa Giê Su Ky Tô và Nhân Chứng Giê-hô-va, hầu hết các tín đồ này là công nhân ngoại quốc làm việc cho Công ty Phosphat Nauru thuộc sở hữu của chính quyền.
Tỷ lệ biết chữ tại Nauru là 96%. Giáo dục là bắt buộc đối với trẻ em từ 6 đến 15 tuổi, và hai năm không bắt buộc được đề nghị (lớp 11 và 12). Có một khu trường sở của Đại học Nam Thái Bình Dương tại Nauru. Trước khi khu trường sở này được xây dựng vào năm 1987, các sinh viên sẽ phải học tại nước ngoài.
Người Nauru là những người béo phì nhất trên thế giới; 97% nam giới và 93% nữ giới bị thừa cân hoặc béo phì. Kết quả là Nauru có mức độ mắc đái đường típ 2 cao nhất thế giới, với trên 40% dân số mắc bệnh. Các vấn đề quan trọng khác liên quan đến chế dộ ăn uống tại Nauru gồm có bệnh thận và bệnh tim. Tuổi thọ tại Nauru vào năm 2009 là 60,6 năm đối với nam và 68,0 năm đối với nữ.

## Văn hóa
Người Nauru có nguồn gốc từ các thủy thủ người Polynesia và người Micronesia, những người này tin vào một nữ thần là Eijebong, và một vùng đất thánh là một đảo gọi là Buitani. Hai trong số 12 thị tộc ban đầu bị tuyệt chủng trong thế kỷ XX. Ngày Angam được tổ chức vào 26 tháng 10 nhằm tán dương sự phục hồi của dân cư Nauru sau hai thế chiến và dịch cúm năm 1920. Văn hóa thuộc địa và hiện đại phương Tây thay thế đáng kể văn hóa bản địa. Chỉ một vài trong số các phong tục cổ được bảo tồn, song một số loại hình âm nhạc, nghệ thuật, thủ công nghiệp, ngư nghiệp truyền thống vẫn được thực hành.
Không có nhật báo xuất bản tại Nauru, chỉ có một ấn phẩm phát hành hai tuần một lần là Mwinen Ko. Có một đài truyền hình do nhà nước sở hữu là Truyền hình Nauru (NTV), nó phát sóng các chương trình từ New Zealand và Úc, và một đài phát thanh phi thương mại thuộc sở hữu nhà nước là Phát thanh Nauru, truyền các chương trình của Đài phát thanh Úc và BBC.
Bóng đá luật Úc là môn thể thao phổ biến nhất tại Nauru; nó và cử tạ được xem là các môn thể thao quốc gia. Nauru có một giải bóng đá Úc với tám đội tuyển. Các môn thể thao phổ biến khác tại Nauru gồm có bóng chuyền, bóng lưới, câu cá, và quần vợt. Nauru tham gia Đại hội thể thao Thịnh vượng chung và Thế vận hội Mùa hè.